# N-Benzilacrilamida

N-Benzilacrilamida é um composto orgânico de fórmula molecular C10H11NO com peso molecular 161.20  e número CAS 13304-62-6. Possui um índice de refração de 1.3653 .
N-Benzilacrilamida tem sido preparada por deidroalogenação de N-benzil-β-cloropropionamida com hidróxido de potássio aquoso, e pela reação de acetileno com monóxido de carbono e benzilamina.
É produzido também a partir da reação álcool benzílico com a acrilonitrila, sendo este um exemplo da reação de Ritter:
C6H5CH2OH + NCCHCH2 → C6H5CH2N(H)C(O)CHCH2

## Questões de segurança
É um composto tóxico por ingestão, provoca irritação cutânea, irritação ocular grave e irritação das vias respiratórias.